# هاري أتكينسون (سياسي)
هاري أتكينسون (بالإنجليزية: Henry Albert Atkinson)‏ هو سياسي نيوزلندي، ولد في 1 نوفمبر 1831 ببركستون في المملكة المتحدة، وتوفي في 28 يونيو 1892 بويلينغتون في نيوزيلندا.

## مناصب
- انتخب وزير التعليم [الإنجليزية]‏.
- انتخب وزير المالية [الإنجليزية]‏.
- انتخب List of speakers of the New Zealand Legislative Council [الإنجليزية]‏ (23 يناير 1891 – 28 يونيو 1892).
- انتخب رئيس وزراء نيوزيلندا (1 سبتمبر 1876 – 13 أكتوبر 1877).
- انتخب عضو مجلس النواب نيوزيلندا.